# Podgredina
Podgredina (en cyrillique : Подгредина) est une localité de Bosnie-Herzégovine. Elle est située dans la municipalité de Cazin, dans le canton d'Una-Sana et dans la fédération de Bosnie-et-Herzégovine. Selon les premiers résultats du recensement bosnien de 2013, elle compte 2 135 habitants.

## Démographie

### Évolution historique de la population
| 1948 | 1953 | 1961 | 1971  | 1981  | 1991  | 2013  |
| ---- | ---- | ---- | ----- | ----- | ----- | ----- |
| -    | -    | 879  | 1 194 | 1 589 | 1 786 | 2 135 |

|  |